# 安堂友子
安堂 友子（あんどう ともこ、6月17日 - ）は、日本の漫画家。主に4コマ漫画を執筆。広島県出身。

## 人物
単行本の作者紹介によれば、血液型はA型。趣味は読書。弟と妹がいると、雑誌の漫画には載っている。
愛媛大学在学中の2002年にまんがタイムオリジナル新人まんが展にて年間大賞を受賞し、2003年に「乱打戦どうでしょう」でデビュー。
1本完結型の伝統的なギャグ4コマ作家のひとり。

## 作品リスト
- インスタントエンジェル天子様が来る! - 『まんがタイム』・『まんがホーム』（共に芳文社）

  - コミックスはまんがタイムコミックスのレーベルで刊行。
    1. 2006年5月23日発行 ISBN 4-8322-6462-1

    - ほか、『プレミアム天子様』というよりぬきコミックスも刊行されている。

    1. 2010年5月22日発行 ISBN 978-4-8322-6851-7
- 安堂友子の生きてます日記 - 『まんがタイム』目次4コマ。
- ぎんぶら〜銀河ぶらりと調査隊〜 - 『まんがタイムオリジナル』（芳文社）
- マチ姉さんの妄想アワー - 『まんがホーム』（芳文社）
- 仔ブルのワルツ - 『ハムスペ』→『あにスペ』（イースト・プレス）2008年から2009年（休刊号）、『マトグロッソ』（同）2011年から2012年。作者もブルドッグを飼っている。
  - コミックスは同社より単巻。
    - 2013年2月20日発行 ISBN 978-4-7816-0927-0
- コメディーの女神 - 『まんがタイム』2008年6月号掲載の作品。
- 瞬（またた）け!シャイン - 『まんがタイムスペシャル』（芳文社）
  - 2007年8月号ゲスト掲載。2007年10月号から隔月掲載、2009年8月号から2010年3月号まで毎月連載。
- 開運貴婦人 マダム・パープル - 『まんがタイムオリジナル』（芳文社）
  - 2005年10月号から2010年12月号まで毎月連載。
  - コミックスはまんがタイムコミックスのレーベルで刊行している。
    1. 2007年4月21日発行 ISBN 978-4-8322-6532-5
- 青春★（キラボシ）白球会
  - 『まんがタイム』、『まんがタイムオリジナル』、『まんがタイムジャンボ』（共に芳文社）に掲載。
- 乱打戦どうでしょう
- 参るよ!墓近スイーツ - 『本当にあった(生)ここだけの話』（芳文社）
  - コミックスはぶんか社から刊行している。
    - 2015年3月13日発行 『日本文学（墓）全集 時どきスイーツ』　ISBN 978-4-8211-4404-4
- マチ姉さんのぽんこつ妄想アワー （2018年 - 2024年[3]、主任がゆく!スペシャル、ぶんか社）
  - コミックスはぶんか社から刊行している。
    - 2021年4月14日発売、ISBN 978-4821127740
    - 2022年5月13日発売、ISBN 978-4821129553
    - 2024年4月12日発売、ISBN 978-4821158218